# Дубина (пам'ятка природи, Черкаська область)
Дубина — ботанічна пам'ятка природи місцевого значення. 
Об'єкт розташований на території Черкаського району Черкаської області, квартал 35 виділ 10 Софіївського лісництва на околиці с. Софіївка.
Площа — 8 га, статус отриманий у 1990 році.

## Галерея

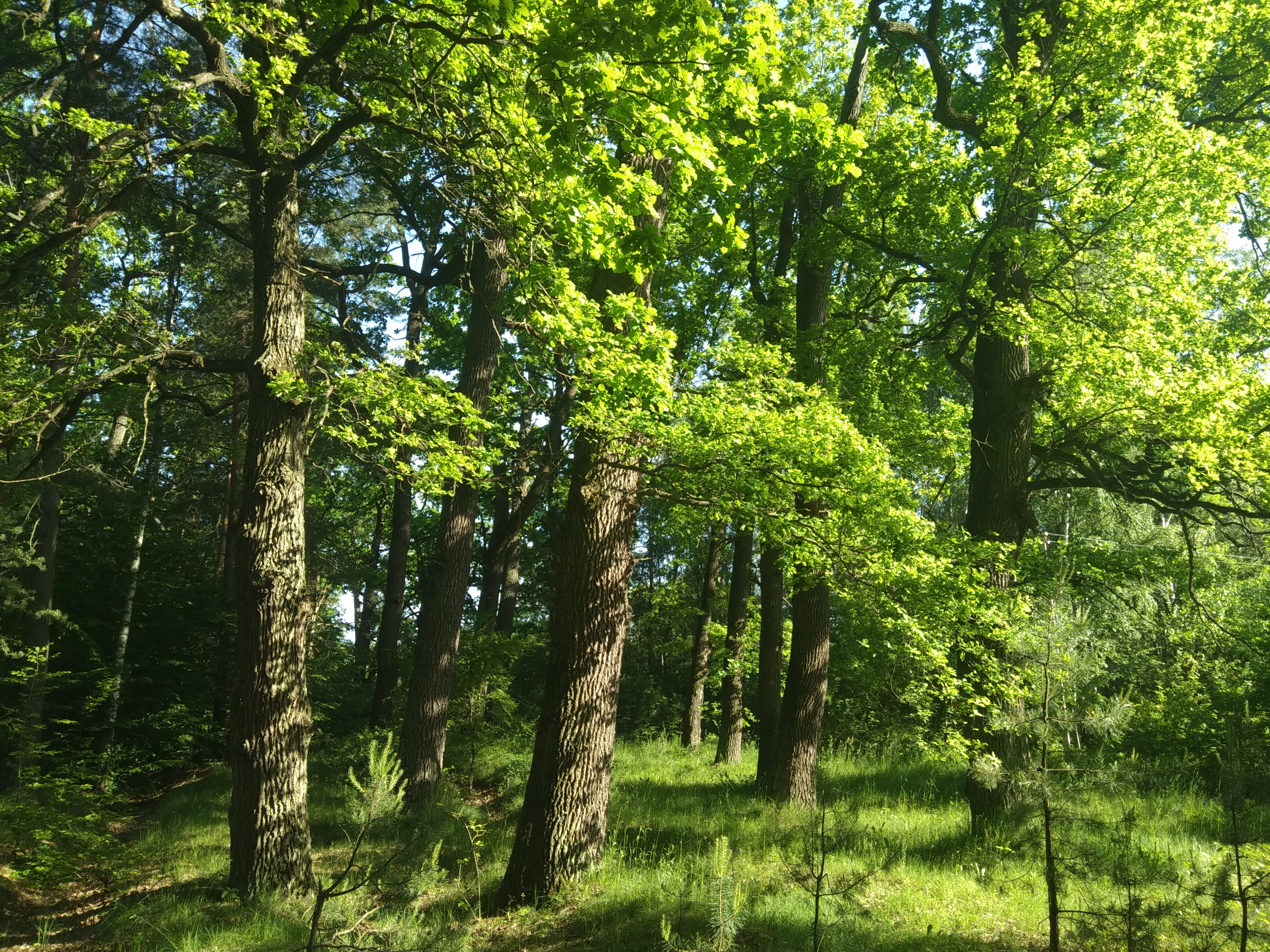
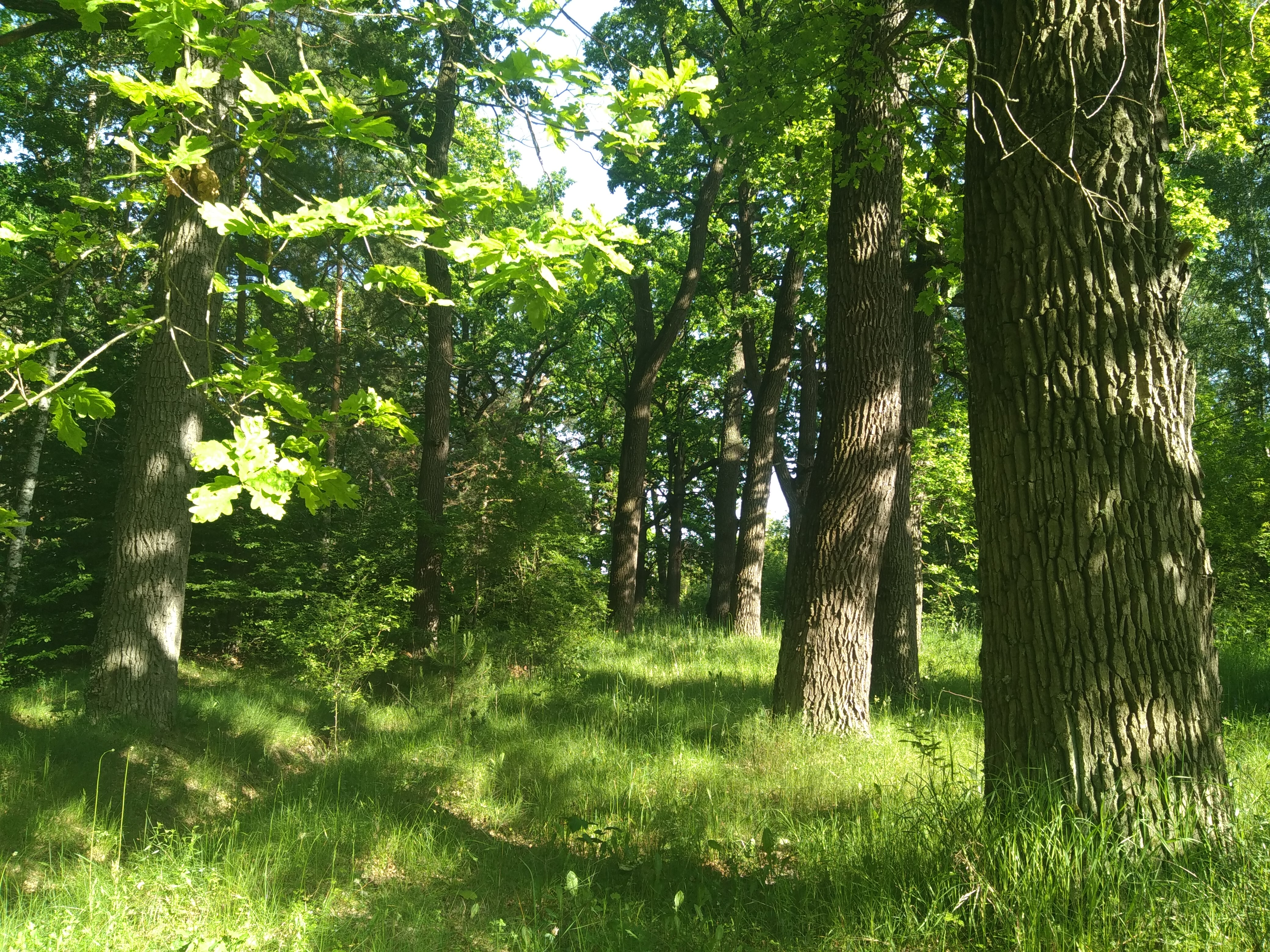
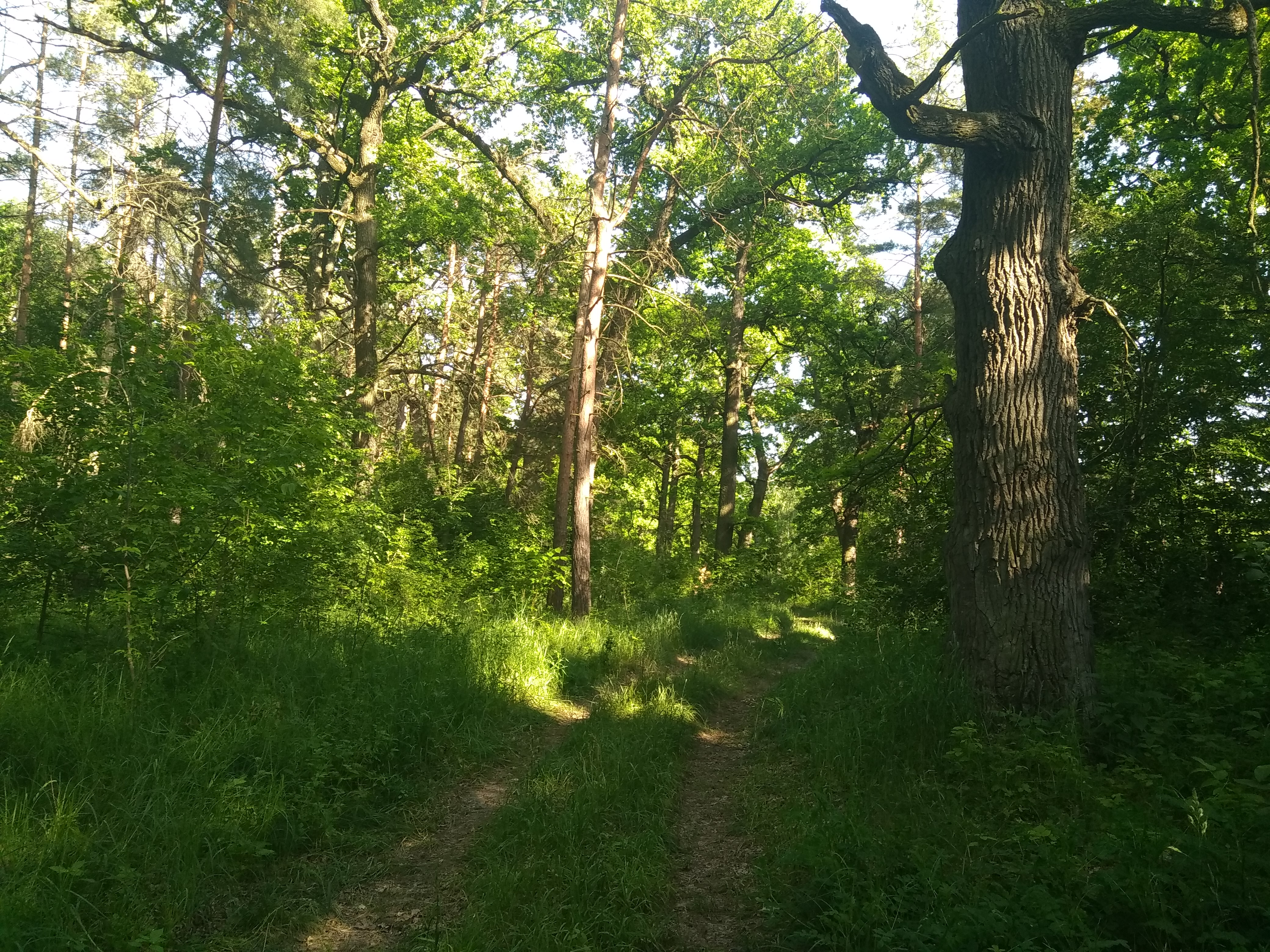
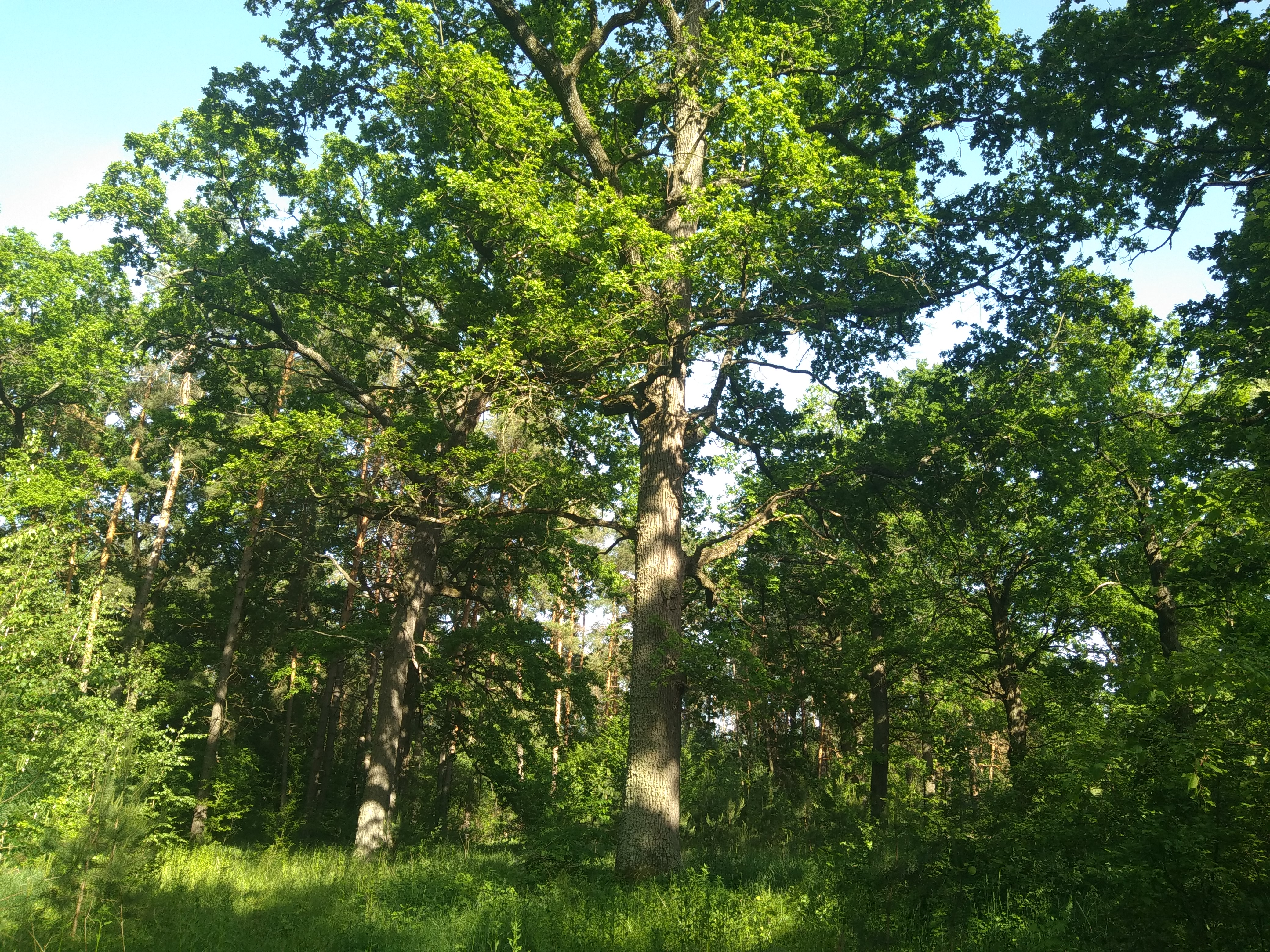
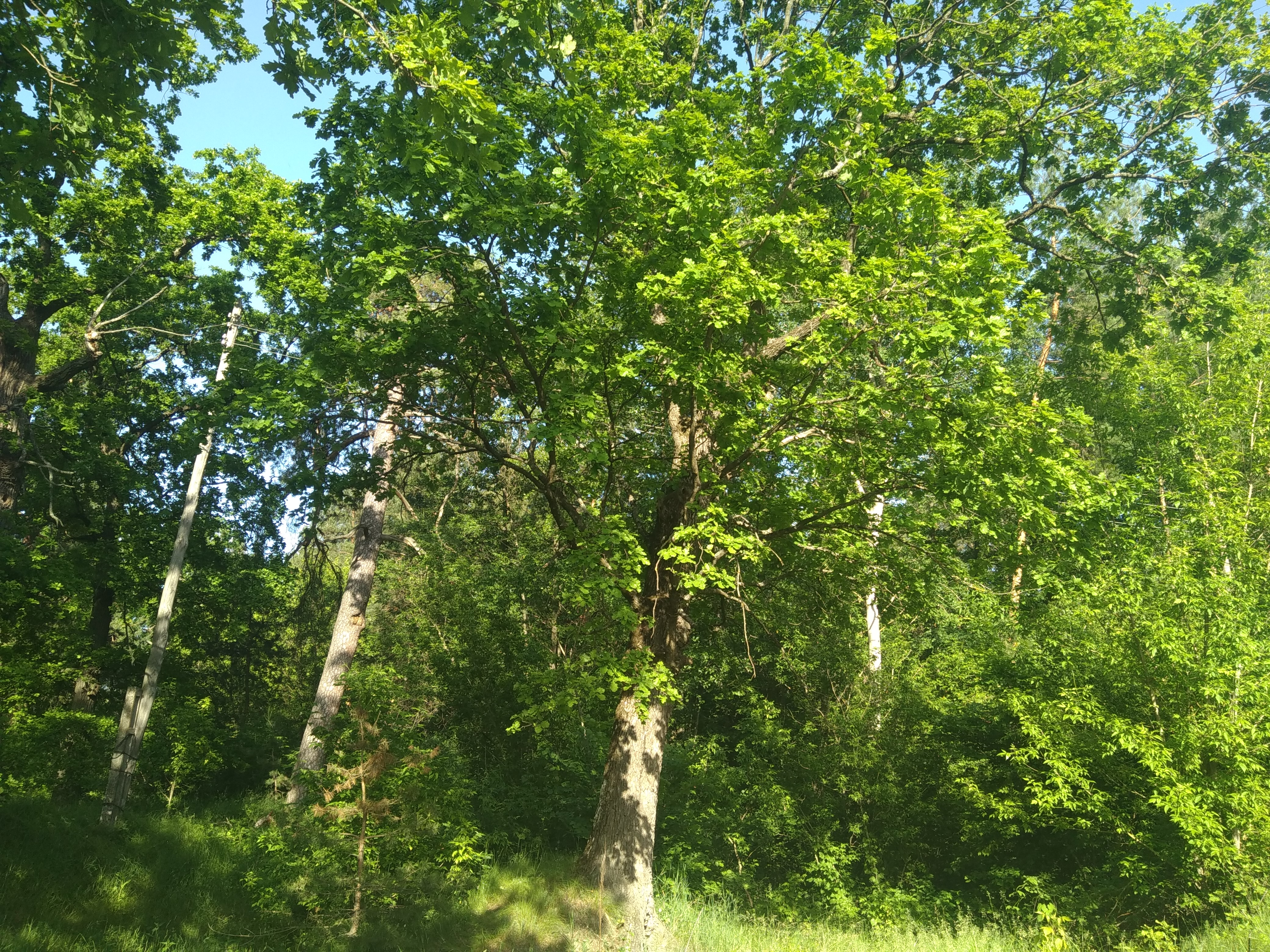